# パヤータイ通り

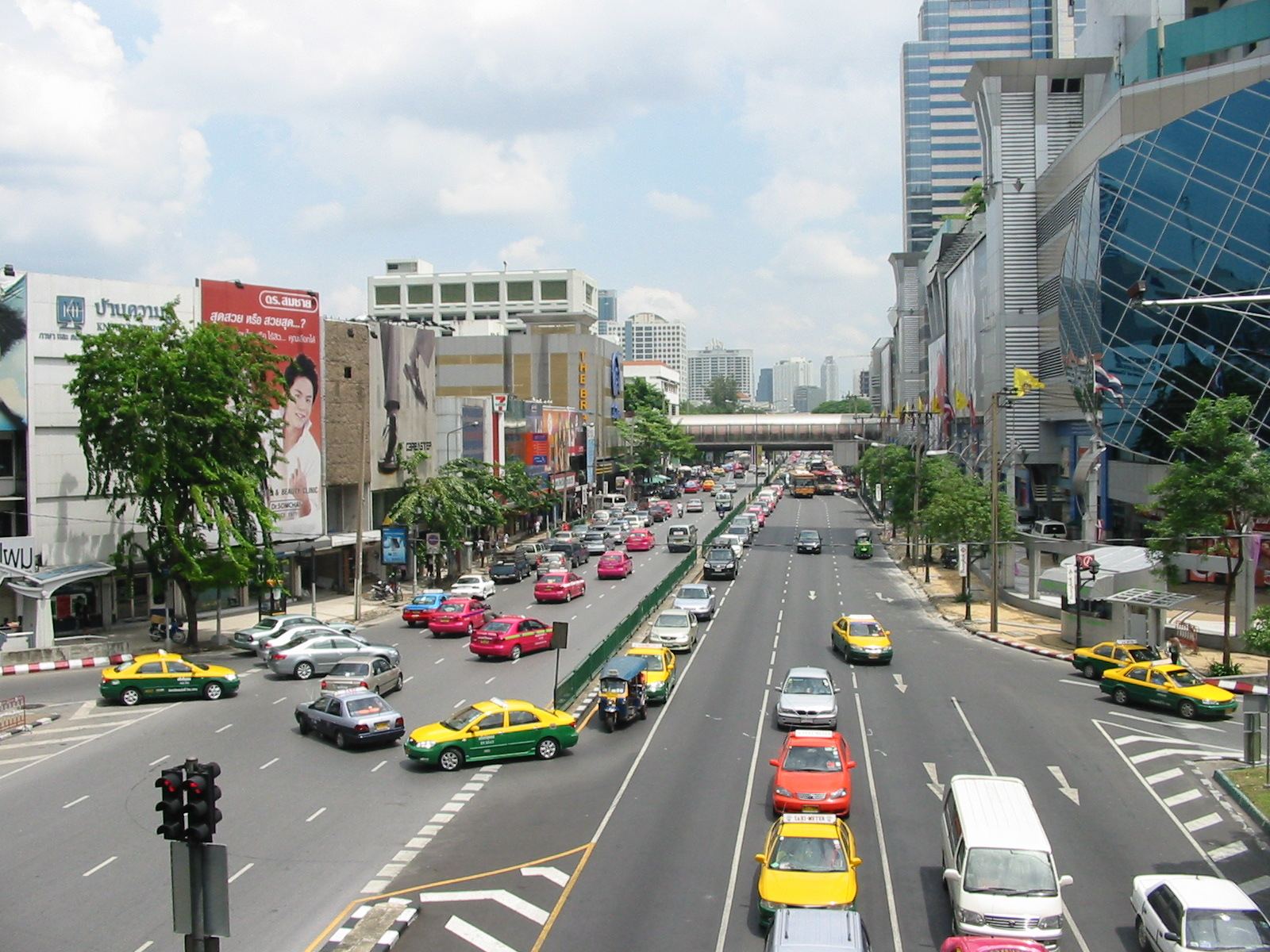
パヤータイ通り

パヤータイ通り（パヤータイどおり、ถนนพญาไท, Phaya Thai Road）は、タイのバンコクにある道路。ラーマ1世通りやラーマ4世通りとパホンヨーティン通りを結ぶ道路。

## 接続する主な道路
- ラーマ1世通り
- ラーマ4世通り
- パホンヨーティン通り
- ラチャウィティ通り
- ペッチャブリー通り
- シープラヤー通り
- シーアユタヤ通り
- ランナム通り

### 接続する駅・路線
- ラーチャテーウィー駅～アヌサーワリーチャイサモーラプーム駅（バンコク・スカイトレインスクムウィット線）
- サームヤーン駅 （バンコク・メトロ）

## 通り沿いにある施設
- MBKセンター
  - 東急デパート
- サイアム・スクエア
- チュラーロンコーン大学
- パトムワンプリンセス・バンコク